# روي فولر
روي فولر (بالإنجليزية: Roy Fowler)‏ هو سباح أسترالي، ولد في 22 مارس 1920، وتوفي في 17 سبتمبر 2002.

## روابط خارجية
- روي فولر على موقع Paralympic.org (الإنجليزية)